# جوشکاری هیدروژن اتمی

یک لوله منفذ هیدروژن اتمی، حدود سال ۱۹۳۰

فناوری جوشکاری اتم هیدروژن(به انگلیسی :Atomic hydrogen welding) که از آن تحت عنوان فرایند قوس اتمی(به انگلیسی :atomic arc welding)  نیز یاد می‌شود  نوعی از فرایندهای جوشکاری است که از دو نوع الکترود  غیر همسان فلزی استفاده می‌شود. این الکترودها در فضایی مملو از گاز هیدروژن ذوب شده و سبب اتصال قطعات به یکدیگر را فراهم می کنند.گاز هیدروژن در این فرآیند به عنوان گاز محافظ عمل می کند. در این فرآیند ، بسته به نیاز قطعه کار ، از فلز پرکننده استفاده می شود. 
قوس الکتریکی مولکول‌های هیدروژن را به‌طور مؤثر تجزیه می‌کند، که سپس با آزادسازی فوق‌العاده گرما دوباره ترکیب می‌شوند و از دمای ۳۴۰۰ درجه سانتیگراد به دمای ۴۰۰۰ درجه سانتیگراد می‌رسند. بدون قوس، مشعل اکسی هیدروژن فقط می‌تواند به دمای ۲۸۰۰ درجه سانتیگراد برسد.این سومین درجه داغ شعله بعد از دی سیانو استیلن در دمای ۴۹۸۷ درجه سانتیگراد و سیانوژن در دمای ۴۵۲۵ درجه سانتیگراد است. مشعل استیلن فقط به دمای ۳۳۰۰ درجه سانتیگراد می‌رسد. این دستگاه را می‌توان مشعل هیدروژن اتمی یا مشعل هیدروژن نوپا  نامید. این فرایند به جوشکاری قوس اتمی  نیز معروف است.
گرمای تولید شده توسط این مشعل (۳۴۲۲ درجه سانتی گراد) برای جوشکاری تنگستن (نسوزترین فلز) کافی است. وجود هیدروژن همچنین به عنوان یک گاز محافظ عمل می‌کند و از اکسیداسیون و آلودگی توسط کربن، نیتروژن یا اکسیژن جلوگیری می‌کند، که می‌تواند به خصوصیات بسیاری از فلزات آسیب برساند. به همین دلیل نیاز به شار را از بین می‌برد.

## تاریخچه
در میان فرایندهای جوشکاری مبتنی بر قوس الکتریکی،فرایندهایی که با بهره گیری از گاز هیدروژن، فرایند را به انجام می رسانند از قدمت کمتری برخوردار هستند. ابداع این روش توسط اروینگ لانگمویر(به انگلیسی : Irving Langmuir)  ، شیمی دان برجسته ی آمریکایی و برنده ی جایزه نوبل در سال 1932 انجام گرفت. 

## اصول فرایند
هیدروژن در حالت اتمی خود یک گاز احیا کننده قوی است که از اکسید شدن فلز جوش و سوختن سریع الکترودها جلوگیری می کند. در حین انجام این فرایند رطوبت و بخار اب موجود در هوای پیرامونی بر اثر حرارت بسیاز زیاد تجزیه و به مولکول‌های اکسیژن و هیدروژن تبدیل می شود. هیدروژن مولکولی باقیمانده فراتر از منطقه نوترکیبی می سوزد و گرمای بیشتری تولید می کند. این فرآیند جوشکاری می تواند به صورت دستی یا خودکار انجام شود.
جوشکاری اتمی هیدروژن در جاهایی که جوشکاری سریع لازم است، مانند فولادهای ضد زنگ، در کلیه فلزات تجاری و سایر آلیاژهای خاص استفاده می شود.
در حقيقت در فرایند جوشکاری اتم هیدروژن الکترودها به وسیله ی ترکیب انرژی حاصل از برقراری قوس الکتریکی و نیز انرژی حاصل از واکنش شیمیایی تجزیه مولکول های هیدروژن به اتم های هیدروژن ذوب می شوند. 
البته اتم های هیدروژن در این حالت به علت سطح بالای انرژی خود، ناپایدار بوده و تمایل دارند مجدداً به وضعیت اولیه برگردند. در این شرایط اگر اتم های هیدروژن از ناحیه قوس الکتریکی خارج شوند و یا در تماس با یک قطعه کار سرد قرار بگیرند، با یکدیگر واکنش داده و مجدد مولکول های هیدروژن را شکل می دهند. در اصل به دو منظور از گاز هیدروژن در این فرآیند استفاده می شود:
- به عنوان گاز محافظ، که مانع از واکنش سطح قطعه کار با اکسیژن موجود در هوا و تشکیل لایه های اکسیدی می شود.
- آزادسازی مقدار قابل توجهی انرژی در حین فرایند تشکیل مولکول های هیدروژن از اتم های هیدروژن جدا از هم.

فرایند تشکیل مولکول های هیدروژن به شدت گرمازا بوده و دمای محیط را به شدت افزایش می دهد(حدود ۳۷۳۰ درجه‌ی سانتی گراد). این حرارت اضافی موجب اتصال بهتر و سریعتر قطعات به یکدیگر می شود
لازم به ذکر است که حرارت ناشی از باز ترکیب اتم های هیدروژن قادر خواهد بود تا دمای محیط را به قدری افزایش دهد که الکترودهای از جنس تنگستن(دارای بیشترین نقطه ی ذوب در میان فلزات نسوز) را ذوب کند.

## مواد استفاده شده در فرایند جوشکاری
جوشکاری هیدروژن اتمی معمولاً برای جوشکاری فولاد ضد زنگ و مواد غیر آهنی مانند آلومینیوم و منیزیم استفاده می شود، اما می توان آن را تقریباً برای همه فلزات به کار برد، به استثنای روی و آلیاژهای آن. کاربردهای آن در مورد فولادهای ساده کربنی نه به دلیل محدودیت‌های فرآیند، بلکه به دلیل وجود روش‌های مقرون به صرفه تر جوشکاری فولاد، مانند جوشکاری قوس فلزی با گاز و جوشکاری قوس فلزی محافظ، محدود است. علاوه بر این، جوشکاری هیدروژن اتمی بسته به مهارت جوشکار و مواد در حال جوش می‌تواند در موقعیت‌های مختلف انجام گیرد.
آلومینیوم و منیزیم اغلب با استفاده از جریان متناوب جوش داده می شوند، اما استفاده از جریان مستقیم نیز ممکن است. انتخاب نوع جریان بسته به خواص مورد نظر انجام می گیرد. قبل از جوشکاری، محل جوش باید تمیز شود. ممکن است برای بهبود نفوذ و افزایش کیفیت فرایند جوشکاری ممکن است تا 175 تا 200 درجه سانتیگراد برای آلومینیوم یا حداکثر تا 150 درجه سانتیگراد  برای قطعات ضخیم منیزیم افزایش دما انجام گیرد.جریان متناوب می تواند یک اثر خود تمیز شوندگی ایجاد می کند و لایه نازک و نسوز اکسید آلومینیوم(الومینا)را که در عرض چند دقیقه پس از قرار گرفتن در معرض هوا روی فلز آلومینیوم تشکیل می شود، از بین می برد. این لایه اکسید باید برداشته شود تا جوشکاری اتفاق بیفتد. گاز محافظ آرگون خالص باید برای قطعات کار نازک استفاده شود.استفاده از گاز نجیب هلیوم امکان نفوذ بیشتر در قطعات کار ضخیم‌تر را فراهم می کند، اما می تواند ایجاد قوس الکتریکی را دشوار کند.

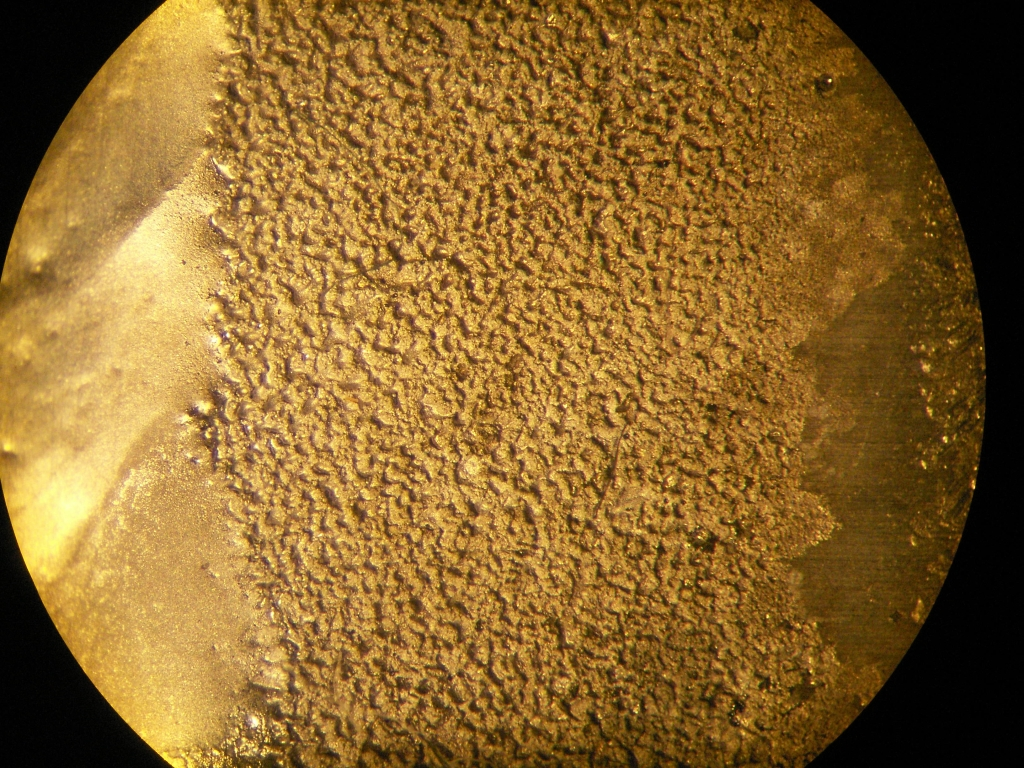
سطح مقطع فرایند جوشکاری AHW برای قطعه‌ی آلومینیومی

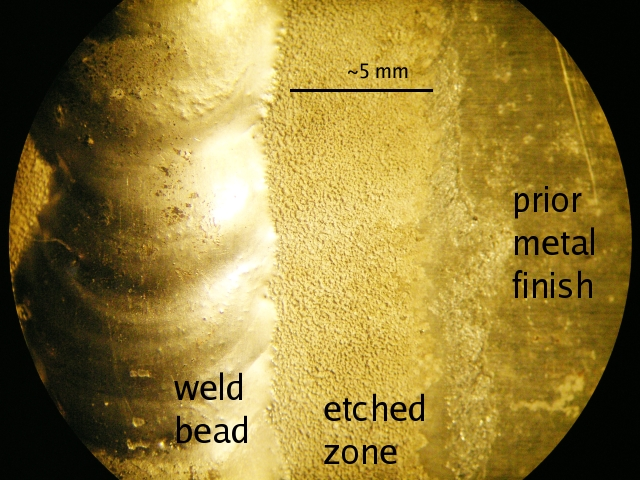
ناحیه متاثر از حرارت در جوشکاری هیدروژن اتمی

جریان مستقیم نیز می تواند برای جوشکاری آلومینیوم و منیزیم نیز استفاده شود. جریان مستقیم با یک الکترود با بار منفی (DCEN) امکان نفوذ زیاد را فراهم می کند.آرگون معمولاً به عنوان گاز محافظ برای جوشکاری DCEN آلومینیوم استفاده می شود. گازهای محافظ با محتوای هلیوم بالا اغلب برای نفوذ بیشتر در مواد ضخیم تر استفاده می شود. الکترودهای توریدار برای استفاده در جوشکاری DCEN آلومینیوم مناسب هستند. جریان مستقیم با الکترود با بار مثبت (DCEP) عمدتاً برای جوش‌های کم عمق، به‌ویژه جوش‌هایی با ضخامت اتصال کمتر از ۱.۶ میلی‌متر  استفاده می‌شود. معمولاً از یک الکترود تنگستن محافظت شده همراه با گاز محافظ آرگون خالص استفاده می شود.

## نحوه انجام فرایند

فرایند جوشکاری با گاز خنثی(مشابه جوشکاری اتم هیدروژن)

در ابتدا پس از اعمال جریان متناوب در دو الکترود، الکترودها به یکدیگر نزدیک می شوند ، یک قوس بین این دو الکترود ایجاد می شود. سپس برای حفظ قوس الکتریکی پایدار، این الکترودها بلافاصله از یکدیگر جدا شده و در فاصله ی کمی از یکدیگر (حدود 1.5 میلی متر) از هم قرار می گیرند.در این حالت برای کنترل گرمای تولید شده توسط قوس الکتریکی می توان فاصله ی الکترودها را همچنان تغییر داد. در این حین،  گاز هیدروژن توسط سیلندر گاز هیدروژن پیرامون الکترودها را فرا می گیرد.در این حالت گاز هیدروژن به عنوان یک گاز محافظ عمل خواهد کرد به این معنی که از واکنش قطعه کار که در دمای بسیار بالایی قرار داشته و به شدت واکنش پذیر است با اکسیژن موجود در هوا ممانعت به عمل می آورد. اتصالات حاصل از این روش جوشکاری به علت عاری بودن از لایه های اکسیدی و سرباره، از کیفیت مکانیکی خوبی برخوردار می باشد.اگر اکسیژن موجود در هوا به قطعه کار نزدیک شود، با گاز هیدروژن واکنش داده و آب تولید می کند. به دلیل گرمای بسیار بالای این فرآیند مولکول های آب به سرعت تبخیر شده و از تشکیل اکسید فلز ممانعت به عمل می آورند. همچنین وجود گاز هیدروژن سبب می شود، قطعه کار از آلودگی گازهای جوی مانند کربن یا نیتروژن نیز مصون بماند. همچنین در حین فرایند به علت دمای بسیار بالای قوس الکتریکی، مولکول های هیدروژن به اتم های هیدروژن جدا از هم تجزیه می شوند. 

در فرآیند جوشکاری اتم هیدروژن ، گاز هیدروژن باید یک حفاظت کامل و خوب را انجام دهد زیرا اندک ذره مضر از طرف آتمسفر محیط به راحتی وارد مذاب شده و باعث آلوده شدن فلز جوش ته نشین شده می شود.
فرآیند جوشکاری اتم هیدروژن شامل دو نوع اتوماتیک و نیمه اتوماتیک است که در هر دو اندازه طول قوس و سرعت تغذیه الکترود به صورت اتوماتیک است و در نوع اتوماتیک آن علاوه بر این، سرعت حرکت تورچ و حالت قرار گرفتن تورچ نسبت به درز جوش نیز ثابت است و در نوع نیمه اتوماتیک آن سرعت حرکت تورچ و حالت آن بسته به مهارت جوشکار دارد .

## ملاحظات انجام فرایند
1. با توجه به جنس ماده‌ای که قصد جوشکاری آن وجود دارد باید از حرارت کم یا زیاد استفاده نمود.به تبع مقدار حرارت اعمالی، زمان لازم برای انجام فرایند نیز تغییر خواهد کرد.
2. فاصله ی پدیده آمده ناشی از قوس الکتریکی نباید خیلی کوچک یا بزرگ باشد، زیرا در غیر این صورت اتلاف حرارت قابل توجهي صورت می گیرد.
3. حرارت دهید کم موجب ایجاد حوضچه کوچک مذاب، دشواری در نگه داری آن، ایجاد تخلخل در قطعه کار و نیز انجماد سریع و ناهمگن قطعه می گردد.
4. حرارت دهی زیاد نیز موجب شکل گرفتن حوضچه ی مذاب وسیع و پدید آمدن سوراخ های بزرگ در سطح قطعه می گردد.
5. می بایست از ایجاد فاصله ی زیاد بین قطعه کار و قوس الکتریکی، به نحوی که با یکدیگر برخوردی نداشته باشند، اجتناب نمود.
6. برای جوشکاری فلزات ظریف باید فاصله‌ی قوس الکتریکی تا قطعه کم باشد، تا بتوان فرایند را با حرارت دهی کمتر انجام داد.
7. در صورت عدم برقراری صحیح و کامل قوس الکتریکی می بایست فرایند با سرعت کمتری انجام گرفته و یا میزان گاز هیدروژن تزریقی به محیط جوشکاری از طریق تنظیم شیر کنترل جریان افزایش یابد.
8. انجام درست این فرآیند منوط به رعایت مواردی همچون:اندازه قوس الکتریکی، تماس قوس الکتریکی با قطعه، سرعت انجام فرایند، دبی هیدروژن تزریقی و... بستگی دارد.[۷]

## تجهیزات جوشکاری هیدروژن اتمی
- الکترود از جنس تنگستن:

تجهیزات فرایند جوشکاری اتم هیدروژن

در این فرآیند جوشکاری، از دو الکترود از جنس تنگستن که با زوایای مناسب نسبت به هم قرار گرفته اند، استفاده می شود.
- نگهدارنده الکترود:

نگهدارنده الکترود، وسیله ای برای تنظیم قوس How to Gas weld جریان مناسب اتم هیدروژن را در اطراف الکترود کنترل می‌کند، از دو عضو حامل جریان لوله‌ای شکل تشکیل شده که غلظت مناسب جریان هیدروژن را هدایت می‌کنند.
همچنین یک دسته فیبر روی این دو لوله ساخته شده‌است. اتصالات گاز و برق از طریق این دسته انجام می‌شود. در انتهای دیگر دسته، دو گیره توپی برای نگه داشتن الکترودهای تنگستن تعبیه شده‌است. کابل برق به الکترودهای تنگستن وصل می‌شوند.
جریان اتم هیدروژن نیز به گیره‌های لوله‌ای متصل است. یکی از این گیره ها ثابت بوده و گیره‌های متحرک نیز به دکمه شروع و توقف متصل می‌شوند.جدا کردن الکترودها از طریق همین گيره های متحرک انجام می گیرد. گیره‌ها طوری تنظیم شده‌اند که الکترودها با زاویه‌ای در حدود ۳۰ تا ۴۰ درجه همگرا می‌شوند. گاز هیدروژن از سیلندر تأمین می‌شود.
- اختلاف پتانسیل ۳۰۰ ولتی:

جهت ایجاد قوس بین دو الکترود از جنس تنگستن ولتاژ ۳۰۰ ولتی بین آن‌ها اعمال می‌شود. ترجیح بر مستقیم بودن این جریان برق است تا هر دو الکترود به یک میزان گرم شوند.
- مفتول جوشکاری:

وجود مفتول جوشکاری اختیاری است. با وجود استفاده از این مفتول در بسیاری از فرایندهای جوشکاری، بدون این مفتول نیز فرایند قابلیت انجام دارد.
- شیر تنظیم کننده فشار:

شیر تنظیم کننده فشار بالاتر از سیلندر حاوی گاز هیدروژن قرار می‌گیرد. این شیر برای اندازه‌گیری و نمایش فشار گاز هیدروژن مورد استفاده قرار می‌گیرد. همچنین این شیر به نگه دارنده الکترود متصل است که در نتیجه گاز هیدروژن از طریق آن به مکان مناسب منتقل می‌شود.
- صفحه نگهدارنده قطعه:

اتصال جوشکاری بالای این صفحه شکل می‌گیرد. کثیفی، اکسیدها و سایر ناخالصی‌ها باید از صفحه نگهدارنده پاک شده تا جوشکاری با کیفیت قابل قبول‌تری شاهد باشیم.

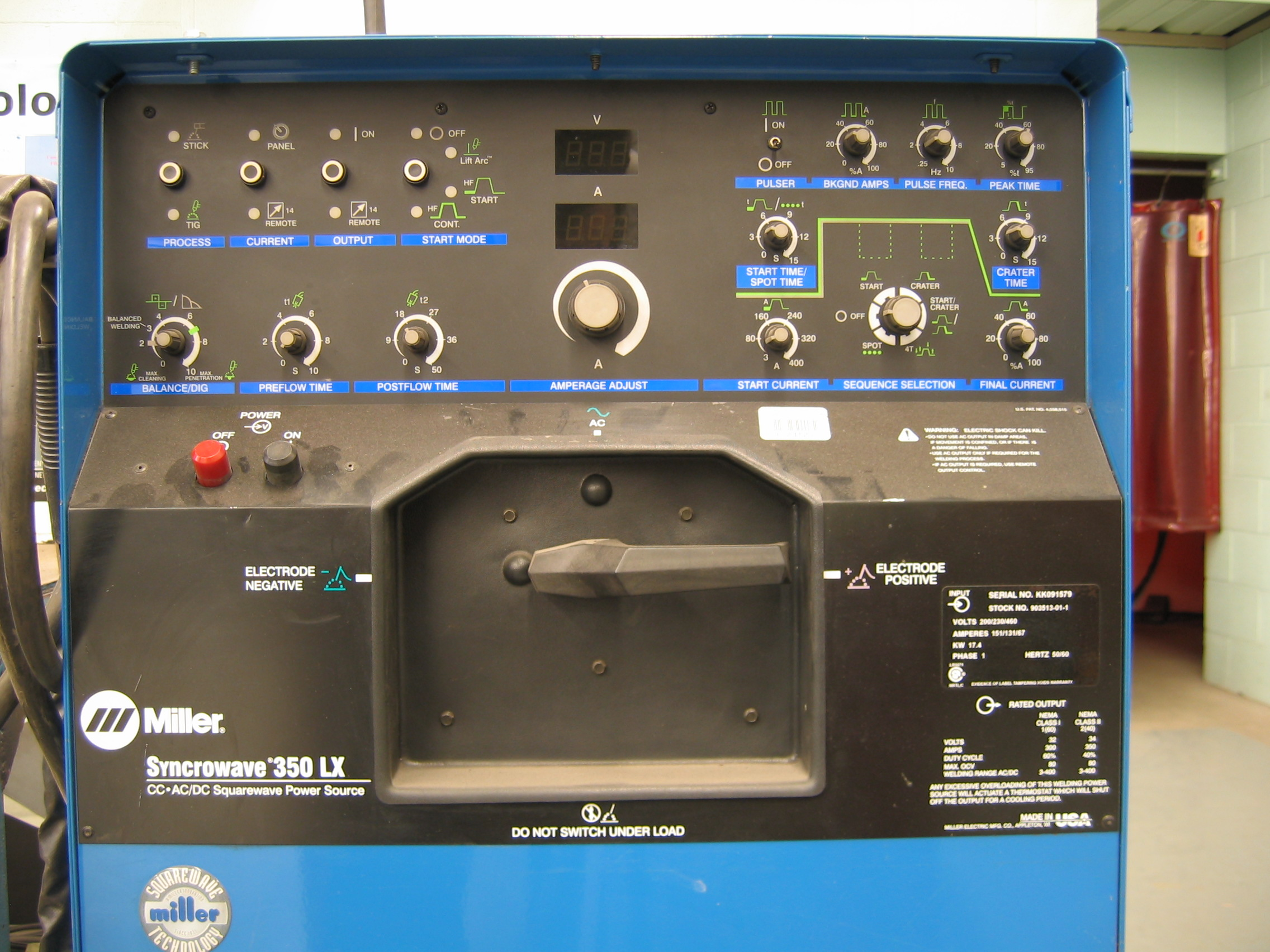
منبع تغذیه فرایند جوشکاری

- منبع تغذیه(به انگلیسی:Power Source):

در فرایند جوشکاری اتم هیدروژن  می‌توان از هر دو نوع مولد جریان برق: مستقیم (DC) و متناوب (AC) بهره جست. منابع قدرت عمدتاً ترانسفورماتور،  یکسوساز یا ژنراتور هستند.
- سیلندر گاز محافظ:

کپسول فلزی حاوی گاز محافظ(گاز هیدروژن)  است. فشار گاز داخل کپسول در هنگام پر بودن حدود ۱۵۰ تا ۲۰۰ bar می‌باشد.
- رگولاتورها (فلومتر و مانومتر):

برای کاستن از فشار خروجی گاز از کپسول و تنظیم شدت خروجی گاز محافظ از مشعل مورد استفاده قرار می‌گیرد. معمولاً میزان دبی گاز مصرفی بستگی به نوع طرح اتصال، زاویه مشعل، نوع نازل(nozzele)وشماره سرامیکی بوده وبین محدوده ۳ الی ۸ لیتر بر دقیقه می‌باشد.
- شیلنگ و بستهای گاز:

برای هدایت گاز محافظ از سیلندر به مشعل مورد استفاده قرار می‌گیرد.

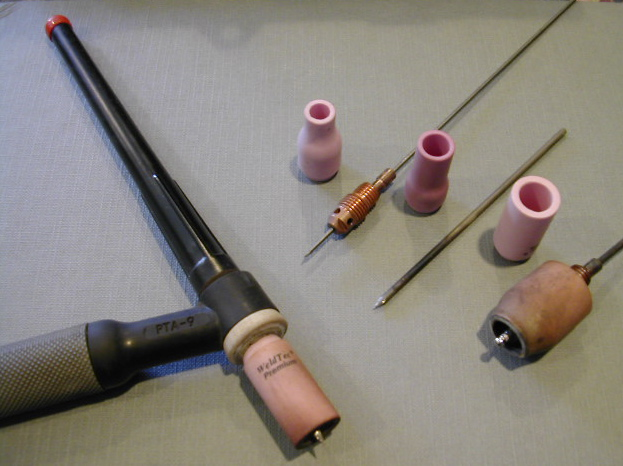
مشعل مخصوص جوشکاری(Torch)

- مشعل مخصوص جوشکاری (به انگلیسی :Torch):

مشعل جوشکاری اتم گاز هیدروژن  (تورچ) در واقع جریان برق را که از رکتیفایر به وسیلهٔ کابل می‌آید را به الکترود تنگستن و گاز محافظ را به محدوده قوس و حوضچه مذاب هدایت می‌کند. مشعل‌ها عموماً به وسیلهٔ آب یا به وسیلهٔ هوا خنک می‌شوند. مشعل‌هایی که کاربرد آن‌ها در شدت جریان‌های کم (زیر ۲۰۰ آمپر) و کوتاه مدت است، به وسیلهٔ هوا و جریان گاز محافظ خنک می‌شوند؛ ولی مشعل‌هایی که درجریان‌های بالا و بلند مدت مورد استفاده قرار می‌گیرد، سیستم خنک‌کننده آن‌ها گردش آب می‌باشد زیرا به علت گرمای بسیار زیاد که در جوشکاری با آمپراژ بالا پدید می‌آید، گاز محافظ به تنهایی قادر به خنک کردن مشعل نیست.
- کابل‌های اتصال
- سیم جوش (Filer Metal):

اکثر فلزات و آلیاژها را می‌توان با روش اتم گاز هیدروژن  جوشکاری نمود بنابراین انتخاب سیم جوش یکی از عمده‌ترین مسائل می‌باشد.

## کاربردهای جوشکاری هیدروژن اتمی
1. معمولاً در شرایطی که جوشکاری  سریع نیاز است، مثلاً جوشکاری فولادهای ضدزنگ یا آلیاژهای ویژه دیگر کاربرد دارد.
2. از این روش می‌توان برای جوشکاری  اکثر فلزات آهنی و غیرآهنی استفاده کرد.
3. همچنین برای جوشکاری  صفحات نازک و آلیاژهای با ضخامت کم بسیار پرکاربرد است.
4. این فرایند همچنین برای تعمیر قالب‌ها، تجهیزات، سخت‌کاری سطحی و اتصال قطعات کاربرد دارد.
5. همچنین برای جوشکاری‌های با دقت بسیار بالا کاربرد فراوانی دارد.
6. جوشکاری  فلزات با ضخامت بسیار کم به خصوص فلزات غیر اهنی
7. جوشکاری  توپهای با ضخامت دیواره بسیار پایین به صورت وسیع در صنایع نفت، پتروشیمی، صنایع غذایی، صنایع هسته ای و...
8. تعمیر اجزائی از جنس آلومینیوم  و منیزیم  در صنایع قالب سازی
9. کاربرد گسترده در صنایع هوافضا[۹]

## مزایا و معایب جوشکاری هیدروژن اتمی
تاکنون روش‌ها و فرایندهای بسیاری برای ساخت و اتصال قطعات به کار برده شده‌اند. مزیت‌ها و معایب هر یک از این روش‌ها، موجب شده‌است برخی از آن‌ها به‌طور گسترده و در صنایع مختلف مورد استفاده قرار گیرند و برخی از آن‌ها فقط در مواردی خاص کاربرد داشته باشد. مزیت‌های جوشکاری هیدروژن اتمی عبارتند از:
- جوشکاری به این روش بسیار سریع‌تر از سایر روش‌های جوشکاری است.
- چون هیدروژن به عنوان گاز محافظ عمل می‌کند، نیازی به جدا کردن گاز محافظ نیست.
- اعوجاج بسیار کمی در شعله وجود دارد که بتواند در اتصالات متمرکز شود.
- جریان هیدروژن و قوس ایجاد شده و همچنین حرارت منتقل شده و فرایند جوشکاری به سادگی توسط اپراتور قابل کنترل بوده، بنابراین حرارت انتقالی به مواد مختلف قابل تنظیم خواهد بود و به همین دلیل روش بسیار مناسبی برای جوشکاری مواد مختلف می‌باشد.
- آلیاژها بدون جریان یافتن و ایجاد اکسید روی سطح و به علت کاهندگی بالای هیدروژن به سادگی ذوب خواهند شد.

قابلیت اجرا روی تمام فلزات
- امکان اجرای جوشکاری در تمام وضعیتها
- عدم تولید سرباره و در نتیجه عدم نیاز به سرباره زدایی مانند فرآیندهایی جوشکاری الکترود دستی و یا جوشکاری با الکترود توپودری
- دید نسبتا خوب جوشکار بر روی حوضچه مذاب
- کنترل بالایی نفوذ جوش در پاس ریشه
- امکان اتصال دهی فلزات غیر هم جنس
- امکان اجرای فرآیند جوشکاری بدون نیاز به فلز پر کننده در برخی موارد مانند اتصال دو ورقه فلزی با قطر اندک

قابلیت جوشکاری روی فلزات با ضخامت بسیار اندک
- دارای منطقه متاثر از حرارت جوش (HAZ) بسیار اندک که در جوشکاری برخی فلزات و جهت بسیار از کاربرد ها یک ویژگی بسیار مفید می باشد و باعث بهبود خواص متالوژیکی و مکانیکی موضع اتصال خواهد شد.

معایب جوشکاری هیدروژن اتمی عبارتند از:
- این فرایند جوشکاری در مقایسه با سایر روش های جوشکاری گران قیمت تر است.
- اپراتوری ماهر برای این فرایند جوشکاری نیاز است.
- فلزات با حجم بالا مناسب برای این فرایند جوشکاری نیستند.
- این نوع جوشکاری فقط در صفحات بسیار صاف قابلیت انجام دارد.
- این فرایند ریسک بالایی دارد زیرا هیدروژن گازی بسیار قابل اشتعال محسوب می‌شود.
- بازده پایین نسبت به خیلی از روشهای جوشکاری دیگر چرا که این روش اتصال دهی دارای نرخ رسوب فلز جوش با سرعت بسیار پایینی می باشد.
- جوشکاری با این روش در محیطهایی که باد می وزد بسیار دشوار می باشد و می تواند موجبات آلودگی فلز جوش را فراهم کند[۱۰]

## مقایسه با سایر روش‌های جوشکاری
1. برای تامین حرارت در فرایندهای جوشکاری از شیوه های مختلفی استفاده می شود. در جوشکاری اتم هیدروژن این حرارت به وسیله قوس الکتریکی و نیز گرمای آزاد شده در واکنش تشکیل هیدروژن تامین می شود.
2. در غالب فرآیند های جوشکاری، قوس الکتریکی بین یک الکترود و یک صفحه ی فلزی  برقرار می شود، حال آنکه در این فرآیند،  قوس الکتریکی بین دو الکترود برقرار می گردد.
3. در میان فرایندهای جوشکاری مبتنی بر ایجاد قوس الکتریکی، فرایند جوشکاری اتم هیدروژن، شباهت بسیار زیادی به فرایند جوشکاری تیگ(به انگلیسی :Tungsten Inert Gas) دارد.تفاوت عمده این دو فرایند استفاده از گازی خنثی همچون آرگون، به جای گاز هیدروژن به منظور پدید آمدن لایه ی محافظ بر روی سطح جوشکاری است.لازم به ذکر است که فرایند جوشکاری تیگ به علت استفاده از گاز خنثی با قیمت بسیار کمتری انجام می گیرد اما قابلیت افزایش دما همچون فرایند جوشکاری اتم هیدروژن وجود ندارد. همچنین نگه داری و استفاده از هیدروژن، که گازی با قابلیت اشتعال بالا می باشد، به جای گاز خنثی، خطر انجام این فرآیند را به شدت بالا می برد.در هر دوی این فرآیندها، استفاده از گاز محافظ (هیدروژن یا آرگون) سبب خنک شدن الکترودها در محفظه ی نگهدارنده و افزایش طول عمرشان می شود.  [۱۱]
4. فرایند جوشکاری اتم هیدروژن از جمله فرایند های جوشکاری مبتنی بر ایجاد قوس الکتریکی و با الکترود غیر مصرفی است.   این روش بوسیله یک قوس پایدار و جوش های با کیفیت بالا شناخته می شود اما به مهارت زیاد کاربر نیاز دارد و صرفا در سرعت های نسبتا کم با موفقیت به انجام می رسد. از این فرایند در تقریبا همه فلزات قابل جوش می توان استفاده کرد هرچند بیشترین قابلیت اعمال را به فولاد زنگ نزن و فلزات سبک دارد. این فرآیند به علت عاری بودن از هرگونه لایه های اکسيدی غالبا هنگامی استفاده می شود که وجود جوش با کیفیت بسیار مهم باشد.
5. خصوصیات فرآیند جوشکاری اتم هیدروژن باعث می شود، جوشکار بتواند کنترل بیشتری بر روی حوضچه مذاب نسبت به روشهای دیگر جوشکاری مانند جوشکاری الکترود دستی(SMAW) و یا جوشکاری قوس فلزی به همراه گاز محافظ (GMAW) ، داشته باشد که می تواند موجبات اتصالی با کیفیت و استحکام بیشتری را فراهم کند. هرچند این روش نیازمند تمرین و ممارست بیشتری جهت کسب مهارت در اجرای آن بوده و دارای سرعت پیشروی فرآیند نسبتا پایینی در مقایسه با روشهای دیگر جوشکاری می باشد که آن را محدود به جوشکاری قطعات با ضخامت اندک می کند.

## مستندات ویدئویی
- درون جوشکاری قوس هیدروژن اتمی ، قسمت ۱ - ۱۹۴۳
- درون جوشکاری قوس هیدروژن اتمی ، قسمت ۲ - ۱۹۴۳